# Законодательное собрание Оренбургской области

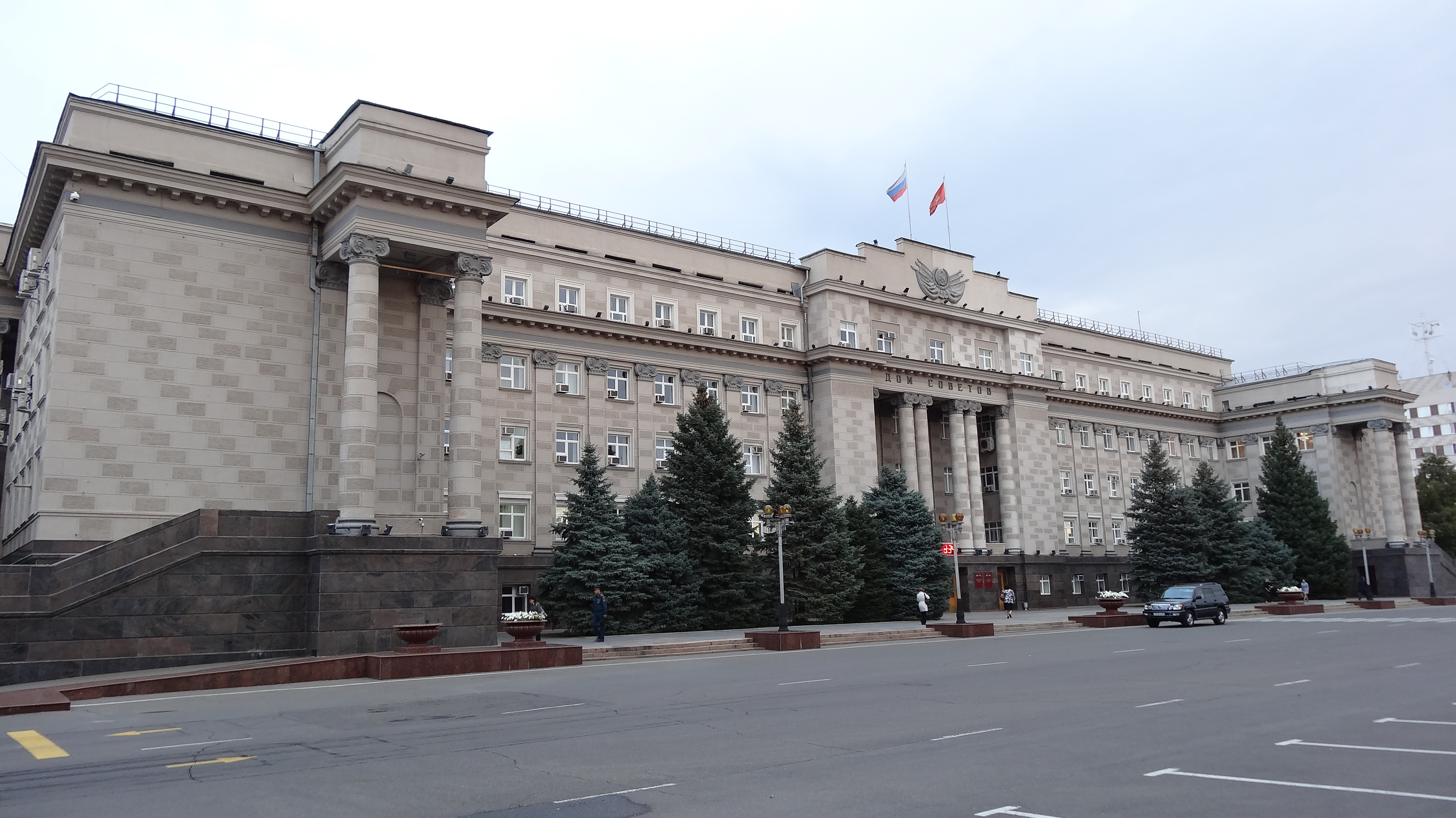
Дом Советов — здание Законодательного собрания Оренбургской области.

Законодательное Собрание Оренбургской области — законодательный (представительный) орган государственной власти Оренбургской области, является постоянно действующим высшим и единственным органом законодательной власти Оренбургской области.
Правом законотворчества на территории Оренбургской области обладает лишь Законодательное Собрание. Губернатор, депутаты Законодательного Собрания, его председатель, органы местного самоуправления, областной и арбитражный суды, областной прокурор, контрольно-счётная палата области, избирательная комиссия области, а также инициативные группы граждан имеют право законодательной инициативы.
Является однопалатным. Действует на основании Устава Оренбургской области.

## Состав
Состоит из 47 депутатов, избранных на 5 лет, из них 23 избраны по одномандатным округам, 24 — по партийным спискам.

### Фракции на 2021 год.
| Фракция             | Мандаты |
| ------------------- | ------- |
| Единая Россия       | 29      |
| КПРФ                | 12      |
| Справедливая Россия | 3       |
| Партия Пенсионеров  | 1       |
| ЛДПР                | 2       |

## Структура

### Руководство
Председатель:
- Сергей Иванович Грачёв

Заместитель Председателя:
- Куниловский Александр Анатольевич

### Совет Законодательного Собрания
Совет Законодательного Собрания Оренбургской области является постоянно действующим совещательным органом.
Председателем Совета является председатель Законодательного Собрания. В состав Совета входят также его заместители, председатели постоянных комитетов, комиссий и регламентной группы.
К задачам Совета относятся:
- обобщение предложений по основным направлениям деятельности парламента
- обсуждение и формирование на основе предложений комитетов проектов текущих и перспективных планов законотворческой работы
- участие в разработке перспективных планов социально-экономического развития области
- рассмотрение вопросов повышения эффективности управления государственной собственностью Оренбургской области
- обсуждение выполнения плана законотворческой работы парламента
- обсуждение, подготовка вопросов к заседаниям парламента
- рассмотрение в установленном Регламентом Законодательного Собрания Оренбургской области порядке предложений о проведении депутатских слушаний и других мероприятий в парламенте